# Lichnówki Pierwsze
Lichnówki Pierwsze – osada w Polsce położona w województwie pomorskim, w powiecie malborskim, w gminie Lichnowy na obszarze Wielkich Żuław Malborskich.
W latach 1975–1998 miejscowość administracyjnie należała do województwa elbląskiego.
Zobacz też: Lichnowo, Lichnówki